# Unterseeboot 12 (1935)
Pour les articles homonymes, voir Unterseeboot 12.
Le Unterseeboot 12 ou U-12 est un sous-marin allemand (U-Boot) de type II.B utilisé par la Kriegsmarine pendant la Seconde Guerre mondiale.
Comme les sous-marins de type II étaient trop petits pour des missions de combat dans l'océan Atlantique, il est affecté dans la mer du Nord et dans la Mer Baltique.

## Présentation
Mis en service le 30 septembre 1935, l'U-12 quitte le port de Wilhelmshaven le 25 août 1939 sous les ordres du Kapitänleutnant Dietrich von der Ropp pour sa première patrouille pour observer la navigation en mer du Nord. Il n'aperçoit que des U-Boote. Après 16 jours en mer, il rentre à Kiel le 9 septembre 1939.
Sa deuxième patrouille le fait partir de Wilhelmshaven le 23 septembre 1939 pour opérer dans la Manche. Après 16 jours en mer, l'U-12 est coulé le 8 octobre 1939 par une mine dans le détroit de Douvres à une position géographique approximative de 51° 10′ N, 1° 30′ E. Les 27 membres d'équipage périrent.
En 2002, l'épave a été désignée par le gouvernement allemand comme un lieu protégé en vertu de la loi de protection des vestiges militaires de 1986.[pas clair][réf. nécessaire] Ce bateau représente et symbolise de tous les autres sous-marins perdus dans les eaux britanniques.

## Affectations
- Unterseebootsflottille Lohs du 1er septembre 1935 au 1er août 1939 à Kiel en tant qu'unité combattante
- Unterseebootsflottille Lohs du 1er septembre 1939 au 8 octobre 1939 à Kiel en tant qu'unité combattante

## Commandements
- Kapitänleutnant Werner von Schmidt du 30 septembre 1935 au 1er octobre 1937
- Hans Pauckstadt de décembre 1936 au 1er octobre 1937
- Kapitänleutnant Dietrich von der Ropp du 1er octobre 1937 au 8 octobre 1939

Nota: Les noms de commandants sans indication de grade signifie que leur grade n'est pas connu avec certitude à notre époque à la date de la prise de commandement.

## Navires coulés
L'Unterseeboot 12 n'a ni coulé, ni endommagé de navire ennemi au cours des deux patrouilles (32 jours en mer) qu'il effectua.

### Sources
- (en) Cet article est partiellement ou en totalité issu de l’article de Wikipédia en anglais intitulé « German submarine U-12 (1935) » (voir la liste des auteurs).